# زیردریایی کارلیا (کی-۱۸)
زیردریایی کارلیا (کی-۱۸) (به انگلیسی: Russian submarine Karelia (K-18)) یک زیردریایی است که طول آن ۱۶۷ متر (۵۴۸ فوت) می‌باشد.